# ユーディットとホロフェルネス (マンテーニャ)
『ユーディットとホロフェルネス』（伊: Giuditta e Oloferne、英: Judith and Holofernes）は、1495年ごろに制作されたイタリアのルネサンス期の画家、アンドレア・マンテーニャの絵画である。ホロフェルネスの首を斬るユーディットという旧約聖書の一般的な主題を描いており、細密画のように鮮やかで多様な色彩のテンペラ技法に金と銀を組み合わせている。ワシントンD.C.のナショナル・ギャラリーに所蔵されている。
比較的穏やかな主題の解釈では、ユーディットはホロフェルネスのピンク色のテントの下に立って (ホロフェルネスの足は右側に見える)、ホロフェルネスの首を切断した直後にまだ刃を持っているかのように描かれている。ユーディットは、侍女が持っている袋にホロフェルネスの頭部を落としている。同じ構図は、マンテーニャの同主題のグリザイユ作品ならびにウフィツィ美術館の素描版画室にある素描にも使用されている。
マンテーニャの古代世界への関心は、作品をユダヤ人のドラマというよりギリシャ悲劇に転換している。そのことは、ギリシャ悲劇中の人物のように感情を露わにしていないユーディットにうかがえる。古代への関心は、斜めの遠近法で描かれた地面にも見て取れる。地面には一部が剥がれてしまっている四角いパネル状の石と土が敷かれているが、彫刻さながらに鑿で彫られているかのようであり、古代ローマのカメオを思い起こさせる。

## 歴史
本作は、1495年-1500年ごろにマンテーニャによって描かれた、同様のグリザイユの作品との比較で制作年が特定されている。
この作品は、1628年にイギリスのチャールズ 1 世が取得したゴンザーガ家のコレクションに含まれていたのかもしれない。チャールズ1世は、本作をラファエロの作品として購入したが、後に第6代ペンブルック伯ウィリアム・ハーバートの所有していたジョヴァンニ・ベッリーニとパルミジャニーノの作品と交換した。そのためチャールズ1世処刑後の美術品売り立てを免れ、1917年にロンドンで売却されるまでハーバードの相続人によって継承された。数々の異なる所有者を経て、1923年にニューヨークでジョセフ E. ワイドナーによって獲得され、1942年にワシントンのナショナル・ギャラリーに寄贈された。